# Vaillant (Alta Marna)
Vaillant è un comune francese di 67 abitanti situato nel dipartimento dell'Alta Marna nella regione del Grand Est.

## Società

### Evoluzione demografica
Abitanti censiti